# 306 Unitas
306 Unitas је астероид главног астероидног појаса са пречником од приближно 46,70 km.
Афел астероида је на удаљености од 2,712 астрономских јединица (АЈ) од Сунца, а перихел на 2,004 АЈ.
Ексцентрицитет орбите износи 0,150, инклинација (нагиб) орбите у односу на раван еклиптике 7,270 степени, а орбитални период износи 1322,880 дана (3,621 године).
Апсолутна магнитуда астероида је 8,96 а геометријски албедо 0,211.
Астероид је откривен 1. марта 1891. године.